# طنطور

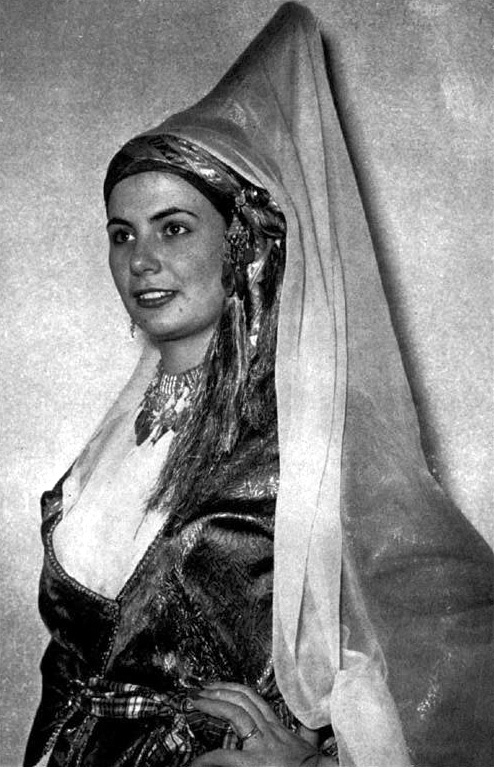
زيّ أميرة لبنانية من القرن التاسع عشر ترتدي الطنطور.

الطنطور هو غطاء نسائي رأسي على شكل المخروط، كان شائعاً في بلاد الشام في أوائل القرن التاسع عشر ثم أصبح استعماله نادراً بعد عام 1850.
بقي هذا التقليد مُنتشراً فترة أطول في لبنان بين الدروز، كما تُظهر الصور المُلتقطة عام 1870 على اليسار.
كان يُثبت الطنطور بواسطة أشرطة مُلتفة حول الرأس. لِيوضع في النهاية وشاح من الحرير حول القاعدة مع حجاب أبيض مُتصل برأس المخروط. غالباً ماكان شكل وارتفاع الطنطور يرمز إلى مكانة وثروة صاحبته، فالبعض كان يُزخرف الطنطور بالذهب وكان يصل ارتفاعه أحياناً إلى 75 سم. وأحياناً يمكن ترصيع القنطور باللؤلؤ والأحجار الكريمة.
كان يُعتبر الطنطور هدية عُرفية يُقدم للعروس من قبل زوجها في يوم زفافهما.